# Birds of Prey (jogo eletrônico)
Birds of Prey é um simulador de voo de 1992 para o Amiga e o IBM PC, feito pela Argonaut Games. O game conta com uma boa variedade de aviões da NATO e do Warsaw Pact, assim como as 12 missões diferentes. O ambiente do jogo se passa num vasto mapa dinâmico que consiste em várias areas de terra, separadas pelo mar. A trama do game se passa num conflito militar entre dois lados que possuem três bases aéreas e um porta-aviões cada.